# Џудит Бери
Џудит Бери (рођена 1954) је америчка уметница, списатељица и едукаторка најпознатија по својим инсталацијама и перформансама и критичким есејима, али и по својим радовима у цртежу и фотографији. Она је професор и директор МИТ програма за уметност, културу и технологију на Масачусетском институту за технологију. Излагала је на међународним изложбама и добила низ награда.

## Биографија
Џудит Бери је рођена 1954. у Коламбусу. Похађала је Универзитет Калифорније у Берклију и Уметнички институт у Сан Франциску. Бери је дипломирала архитектуру на Универзитету Флорида 1978. Магистрирала је комуникационе уметности, компјутерску графику на Њујоршком технолошком институту 1986. Њен представник је галерија Розамунд Фелсен у Лос Анђелесу.

## Предавања
У периоду 2002–2003, Бери је била гостујући уметник на Школи за архитектуру и планирање на Масачусетском технолошком институту (МИТ). Од 2003. до 2005. била је професор на Мерз академији у Штутгарту. Од 2004. године је професор и директор Института уметности Универзитета Лесли у Бостону, а такође предаје скулптуру на Купер Унион-у.. Бери је директорка АКТ програма на МИТ-у у Кембриџу.

## Радови
Током 1980-их и 1990-их Бери се фокусирала на фотографске и видео радове који су испитивали род, теорију филма и перцепцију. Такође се бавила архитектуром и медијима, укључујући дизајн изложбе. Она је креирала инсталације малих размера у којима се гледалац на неки начин бави уметничким делом, као што су Space Invaders (1980), Speedflesh (1999) и Студија за огледало и башту (Study for Mirror and Garden) (2008). Такође је креирала комплетне изложбене просторе за емисије као што су групне изложбе Damaged Goods (1986) и a/drift (1996), као и за ЈJudith Barry: Body without Limits (2008), преглед њеног рада у дванаест инсталација.
Бери има стално интересовање за лични глас и његове друштвене и политичке функције, што је информисало дела као што су Прва и трећа и Каирске приче. Прва и Трећа (1987) настао је из интервјуа са имигрантима у Америци, који су расправљали о обећањима и стварности својих искустава о „америчком сну“. Каирске приче су збирка видео интервјуа  са више од 200 жена из Каира током америчке инвазије на Ирак 2003. и почетка Египатске револуције 2011. године. Свака прича приказује лична искуства жена. Свака интервјуисана особа има другачију друштвену и економску класу у Египту, да подсети гледаоца да су историја, представљање и превод питања која утичу на многе културе.
Бери је излагала на међународном нивоу, укључујући Lumiar Cite Архивирано на веб-сајту  (29. октобар 2021) (2020), Колекција Берардо Музеја (2010), Домус Артијум ДА2 у Саламанки (2008), Бијенале у Каиру (2001), Бијенале уметности/Архитектуре у Венецији (2000), Сао Пауло Бијенале уметности (1994), Бијенале у Нагоји (1993), Carnegie International (1992) и Витни бијенале (1987), између осталих. Њени критички есеји и фикција укључују збирку есеја Јавна фантазија (1991).

## Награде
- 1978 – ЛИНИЈА (награда за књигу) [2]
- 1986 – Њујоршка фондација за уметност, стипендија у настајању
- 1986 – Државни савет за уметност Њујорка, видео Art Matters (грант за пројекат)
- 1989 – Art Matters (грант за пројекат), Национална задужбина за уметност (НЕА), стипендија уметника
- 1990 – Њујоршка фондација за уметност, стипендије у настајању
- 1996 – Резиденција Векснер центра за уметност у видеу
- 1997 – Њујоршка фондација за уметност, стипендија у настајању
- 2000 – Награда Фредерика Џона Кајслера за архитектуру и уметност[15][16][5]
- 2001 – Најбољи павиљон и награде публике, 8. Бијенале у Каиру[8][5]
- 2001 – Награда „Анонимна је била жена“ [17]
- 2011 – Награда Џон Сајмон Гугенхајм за ликовну уметност[5]